# Kraljestvo (biologija)
Kraljéstvo je v biologiji najvišja, oziroma skoraj najvišja enota v njeni sistematiki organizmov. Najprej so razlikovali dve kraljestvi: živali (Animalia) in rastline (Plantae). Nekateri zgodnejši avtorji so obravnavali minerale kot tretje kraljestvo - Mineralia. Vsako kraljestvo je bilo razdeljeno v razrede, ki so jih kasneje združili v debla. V novejšem času so tvorili še več drugih kraljestev, tako da idealno število in označitev nista dokončni.
Latinsko ime za kraljestvo je Regnum.
Ko so odkrili enocelične organizme, so jih razdelili v dve kraljestvi: gibajoče oblike v živalskem deblu v praživali Protozoa in obarvane alge in bakterije pri rastlinah v Thalophyta ali Protophyta. Poleg tega so v ti dve kraljestvi dodali še nove oblike. Na primer prosto plavajočo zeleno algo lepoočnico (evgleno, Euglena) in muljaste plesni iz razreda Mycetozoa, podobne amebam. Zaradi tega je nemški biolog, zoolog filozof in zdravnik Ernst Haeckel (1834-1919) predlagal tretje kraljestvo protistov (Protista), čeprav to novo kraljestvo do nedavnega ni bilo razširjeno. Imenovali so ga tudi Protoctista.
Odkritje, da imajo bakterije precej drugačno celično zgradbo od drugih organizmov (so prokarionti in ne evkarionti, kakor večina živih bitij), so vodile ameriškega biologa Herberta Faulknerja Copelanda (1902-1968), da jih je leta 1956 uvrstil v samostojno kraljestvo, ki se je izvirno imenovalo Mychota, kasneje pa ga je zamenjalo ime Monera, oziroma bakterije. Ko je postalo jasno, kako pomembno je to razločevanje, so začeli deliti živa bitja na dve nadkraljestvi, oziroma cesarstvi - prokariontov in evkariontov.
Ameriški ekolog Robert Whittaker je določil še dodatno kraljestvo za glive (Fungi), predvsem kopenskih živih bitij, kjer poznamo približno 100.000 vrst. Ta sistem petih kraljestev (cepljivke, enoceličarji, glive, rastline, živali), ki so ga predlagali leta 1959, je postal pribljubljen standard in z določenimi izboljšavami ga še vedno uporabljajo v mnogih delih, oziroma tvori temelj novejših sistemov z več kraljestvi. Temelji večinoma na razlikah v prehrani: rastline so bile večinoma večcelični avtotrofi, živali večcelični heterotrofi in glive večcelični saprotrofi. Drugi dve kraljestvi protistov in Monera sta vsebovali enocelična in preprosta celična živa bitja.
Okoli leta 1980 so poudarjali izsledke filogenije in so na novo določili kraljestva kot monofiletska. Kraljestva živali, rastlin in gliv so v splošnem skrčili na bistvene skupine tesno povezanih oblik, druga pa so razvrstili v protiste. Na podlagi raziskav rRNK je ameriški mikrobiolog Carl Woese (rojen 1928) razdelil prokarionte v dve kraljestvi, v prave bakterije (evbakterije, Eubacteria) in starinske bakterije (arhebakterije, Archaebacteria). Ta sistem šestih kraljestev je postal standard v mnogih delih.
Predlagali so tudi več evkariontskih kraljestev, vendar so jih hitro razveljavili in jih razvrstili nižje v debla ali razrede, oziroma so jih sploh opustili. Edino kraljestvo, ki je še v splošni rabi, je kraljestvo Chromista, ki ga je predlagal angleški evolucijski biolog Thomas Cavalier-Smith. Vsebuje organizme kot so vrsta posebej velikih morskih rjavih alg halug (red Laminariales), skupina rumenkastih alg - kremenaste alge (diatomeje, razred Diatomeae, Bacillariophyceae) in algam podobne glive - oomicete (razred Oomycetes). Tako so evkarionti razdeljeni na tri glavne heterotrofske skupine: živali, glive in praživali, in v dve glavni fotosintetični skupini: rastline (skupaj z rdečimi algami) in Chromista. Sistema še niso na široko uporabljali zaradi negotovosti monofilije zadnjih dveh kraljestev.
Leta 1990 je Woese predlagal, da prave bakterije, starinske bakterije in evkarionti predstavljajo tri glavne izvorne črte in jih je zaradi tega povišal v gospostvo, ter jih preimenoval v bakterije (Bacteria), arheje (Archaea) in evkarionte (Eukarya). Ta sistem treh gospostev je doživel veliko graj, vendar je v splošnem nadomestil starejši sistem cesarstev kot način skupne ureditve kraljestev.
Kraljestva se naprej delijo v debla. 
| Haeckel (1894) | Whittaker (1959) | Woese (1977)        | Woese (1990)  |
| -------------- | ---------------- | ------------------- | ------------- |
| tri kraljestva | pet kraljestev   | šest kraljestev     | tri gospostva |
| protisti       | Monera           | prave bakterije     | bakterije     |
| protisti       | Monera           | starinske bakterije | arheje        |
| protisti       | protisti         | protisti            | evkarionti    |
| rastline       | glive            | glive               | evkarionti    |
| rastline       | rastline         | rastline            | evkarionti    |
| živali         | živali           | živali              | evkarionti    |

| Domena    | Kraljestvo | Ime v slovenščini | Št. nižjih kategorij (vrsta, družina ...) | Slika predstavnika kraljestva |
| --------- | ---------- | ----------------- | ----------------------------------------- | ----------------------------- |
| Archaea   | Archaea    | Arheje            | 745                                       |                               |
| Bacteria  | Bacteria   | Bakterije         | 22.283                                    |                               |
| Eukaryota | Animalia   | Živali            | 2.781.785                                 |                               |
| Eukaryota | Chromista  | Kromisti          | 149.861                                   |                               |
| Eukaryota | Fungi      | Glive             | 355.655                                   |                               |
| Eukaryota | Plantae    | Rastline          | 755.504                                   |                               |
| Eukaryota | Protozoa   | Praživali         | 11.211                                    |                               |